# Víztorony (Szeged)
A szegedi víztorony a Szent István téren áll és 1904-ben épült. Tervezője Zielinski Szilárd. A magyarországi vasbetonépítés úttörő egyéniségének víztornya másodikként épült az országban, a torony épület kivitelezője Freund Henrik és Fiai munkáját dicséri. 2003 márciusában egyedi ipartörténeti műemléki védettséget kapott.

## Előzmények
Megvalósítása a 20. század elejének hatalmas és bravúros vállalkozása volt. A növekvő vízigény kielégítésére a város magas- és alacsonynyomású vízvezetéki csőhálózat kiépítését határozta el. Ennek részét képezte a három fabéléses artézi kút által táplált víztorony. A Magyar Királyi Országos Vízépítési Igazgatóság Közegészségi Mérnöki Osztálya kijelölte a vízvezetéki csőhálózat nyomvonalát, mellyel Szeged város vízellátásában egy új fejezet nyílt a fejlődés irányában.

## Pályázat

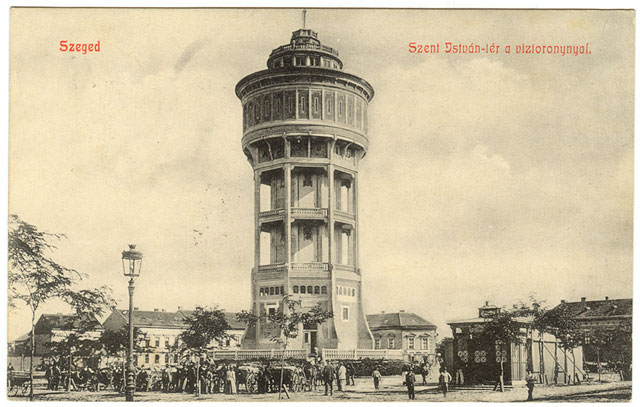
A szegedi víztorony 1905 körül

1903 áprilisában Szeged szabad királyi város pályázatot hirdetett egy 1000 köbméteres víztorony tervezésére. A beadási határidő igen rövid volt, 1903. május 27. A pályázati kiírás, Tóth Mihály városi főmérnök márciusban elkészített tervei alapján történt, amely acéltartályt és téglafalazatú toronyszerkezetet irányzott elő. A kiírás lehetőséget adott a tervtől való eltérésre, de részletes tervekkel és számításokkal kellett az alátámasztani – a legkedvezőbb eredmény elérése érdekében – a műszaki megoldást. Egy hónap állt a pályázók rendelkezésére, hogy egy - az akkori viszonyok között meglehetősen nagy kapacitású –, nagyméretű víztorony tervét elkészíthessék. A pályázatra 14 neves cég illetve vállalkozó jelentkezett, Győrtől Temesvárig. Egyes pályázók több változatot is kidolgoztak, és voltak, akik csak a víztartályra vagy csak a toronyra adtak ajánlatot. A pályázati kiírásban szereplő feladatot egyedül Zielinski Szilárdműegyetemi tanár és munkatársa, Jemnitz Zsigmond – aki a statikai számításokat végezte – oldotta meg teljes körűen, így Zielinski kapta a megbízást a víztorony terveinek elkészítésére. A város vezetőinek nem kis gondot okozott a pályaművek elbírálása, mivel Magyarországon ekkor még nem létezett működő vasbeton víztorony és hasonló nagyságrendű létesítmény. A döntést bizonyára segítette az 1903 májusában épülőfélben lévő kőbányai víztorony, amely ugyan kisebb kapacitású és jóval alacsonyabb volt, mint a szegedi, de terveit a Hennebique cég közreműködésével Zielinski irodája készítette 1902-ben.

## Tervezési feladat
A tervezési feladatot a városi főmérnök 1903 júniusában készített műleírása tartalmazta:
A vasbetonból tervezett (…) oly képen, hogy a Szent István tér mértani közepén építve 1000 köbméter víz tárolására alkalmas, szintén vasbetonból készült medencét foglal magába a Tisza ± 0,00 pontjaira vonatkoztatott + 37,35 méter fenék magassággal. A tartály belső átmérője 15,10 m., magassága 6,10 m. Középen egy csigalépcső van elhelyezve. A torony alsó részében van az elosztó 2 db. Szélkazán, belsejében a nyomó csővezeték, és tetején kilátó hely van tervezve.

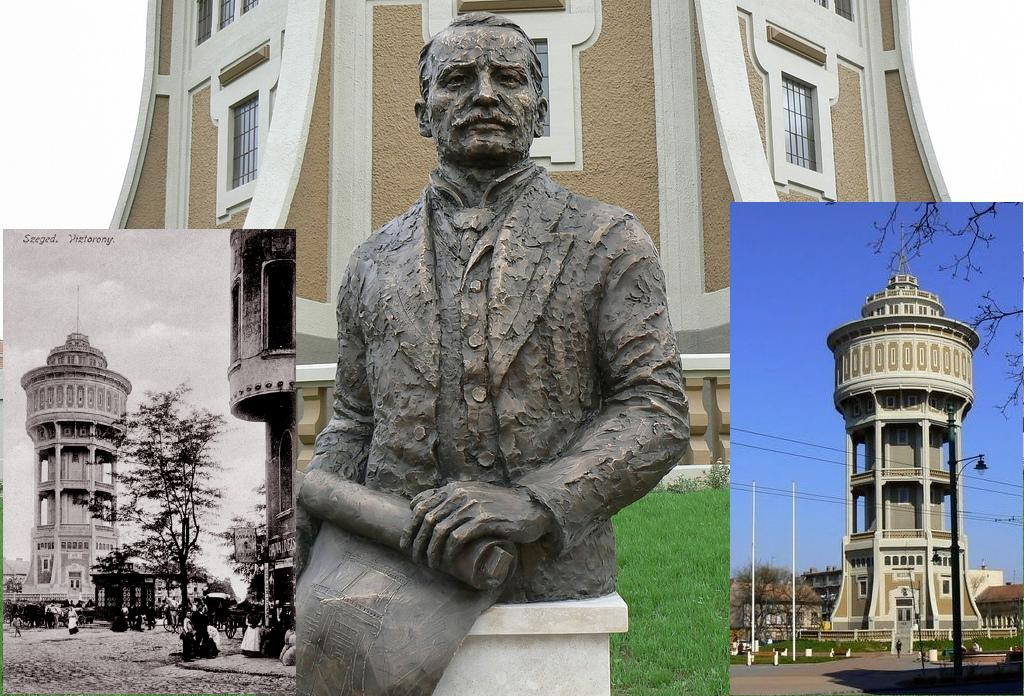
Zielinski Szilárd

Az 1000 köbméteres víztorony teljes magassága a zászlórúddal együtt 54,9 m. Az alapozási szint a terepszint alatt 2,9 m mélyen található. A terhet viselő alaplemez egyben a 20 darab felmenő vasbeton oszlopot köti össze, melyek egy belső és két külső sokszög sarokpontjaiban kötődnek. Az oszlopokra támaszkodó henger alakú medencét egy 90 cm széles hőszigetelő folyosó veszi körbe. A medence falvastagsága felül a peremnél 10 cm, alul és a medence alján 15 cm

## Megvalósítás

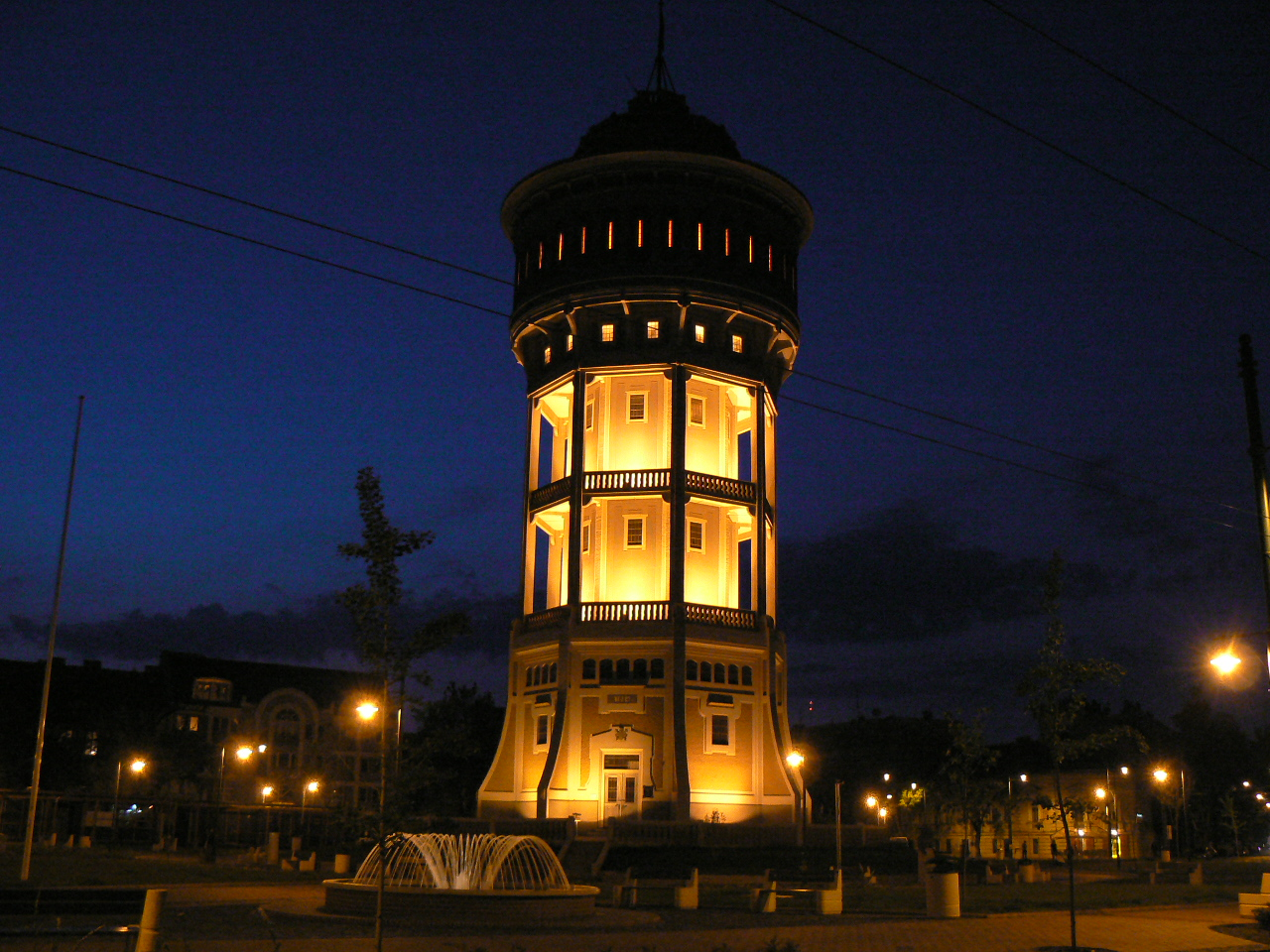
A víztorony éjjel 2007

Zielinski az 1900-as párizsi világkiállításon ismerkedett meg a szabadalmazott Hennebique-féle francia vasbetonépítési módszerekkel, és megszerezte irodájának a jogot e francia szabadalom magyarországi hasznosítására. E módszer alkalmazásával és fejlesztésével meghonosította Magyarországon a vasbeton építést. Az első években francia tervek alapján dolgozott és francia vasbetonszerelőket és zsaluzóácsokat foglalkoztatott, később szegedi ácsok vették át a franciáktól a vasbeton építés szakmai fogásait.
A hosszadalmas és sok vitával járó szerződéskötés után mégsem kezdődhettek el a tényleges munkák, ugyanis dr. Kormányos Benő és Ulrich B. J. vállalkozók, akik a víztoronnyal párhuzamosan megvalósítandó egyéb vízmű feladatokra pályáztak, történetesen sikertelenül, a közgyűlési határozatot megfellebbezték. Ezzel minden megmerevedett: nem lehetett szerződést kötni, nem lehetett az engedélyezést lefolytatni, nem lehetett a munkálatokat megkezdeni. Mindezekre több hónapos csúszás után, decemberben nyílt végre lehetőség. Ekkor a város rekordidő alatt (3 napon belül) megadta az építési engedélyt, de a mintegy féléves késedelem miatt a munkálatok megkezdése belecsúszott a téli időszakba. A kivitelezést Freund Henrik és Fiai építő vállalkozók végezték. Zielinski művezetői megbízottjaként Illés Kálmán járt el. A szecessziós homlokzati megjelenítés Korb Flóris (1860–1930) és Giergl Kálmán (1863–1954) munkáját dicséri.
A több hónapos csúszás miatt az alapozást a tél beállta előtt nem lehetett elvégezni, pedig a szűkre szabott határidő (1904. szeptember 15.) miatt erre nagyon nagy szükség lett volna. Az 1904. február 11-i éjjeli esőzés következtében a víz 50 cm magasságban ellepte a viszonylag alacsonyan fekvő Szent István teret, az építkezés helyszínét. Az alapgödröt és a félig kész alapokat 900 köbméter víz és iszap borította el, s tönkre tette a felmenő rész már összeszerelt vasvázát és zsaluzatát. A város a csatornák hibája ellenére nem vállalta át a keletkezett anyagi és időbeni károkat, ezt a vállalkozónak kellett viselnie a szerződés szerint. A kezdeti csúszásnak, az időjárási nehézségeknek és az 1904-ben a gyakori sztrájkok miatt az eredetileg vállalt szeptember 15-i határidőhöz képest csak november végére sikerült a víztornyot megépíteni, majd november 26-án sikeresen lezajlott a tárolómedence első feltöltése.

## Rekonstrukció

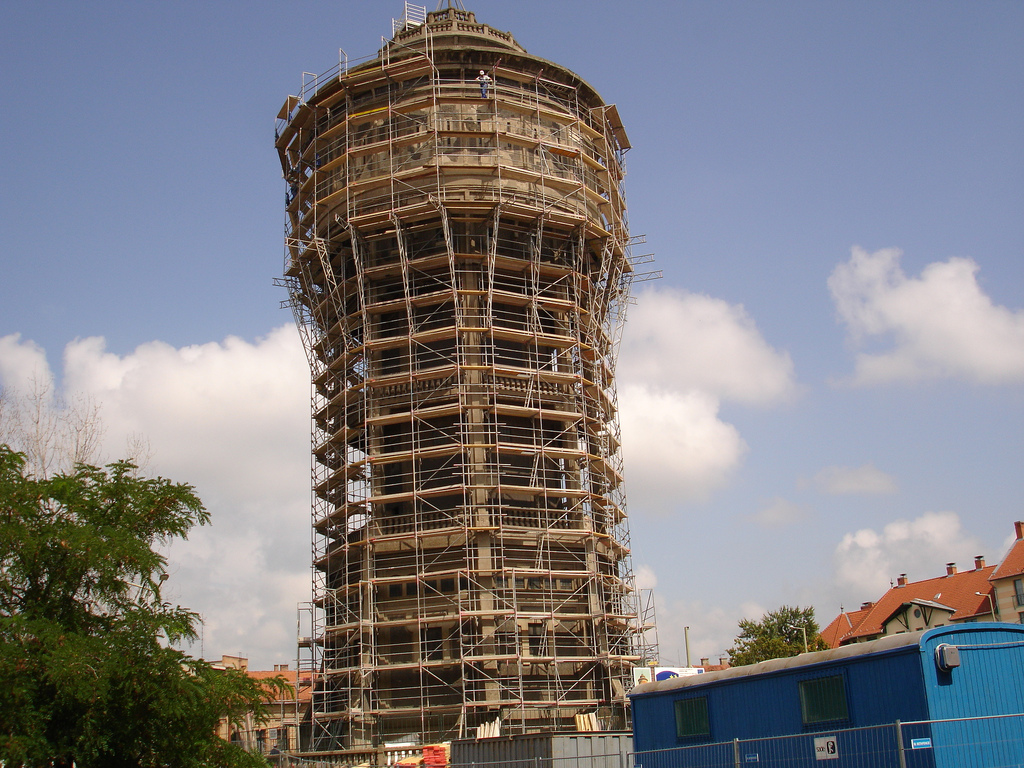
Rekonstrukció 2005

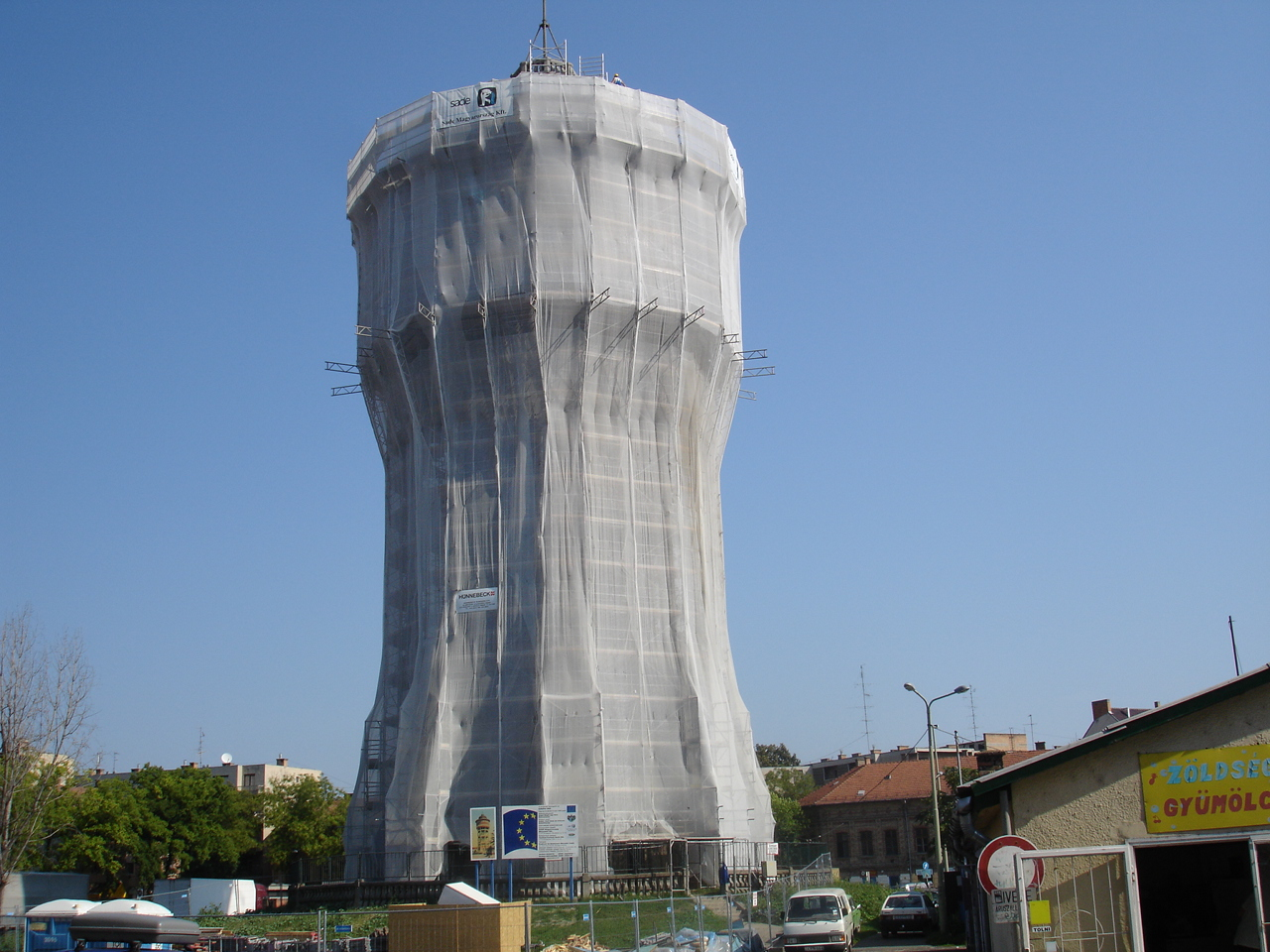
Rekonstrukció 2005

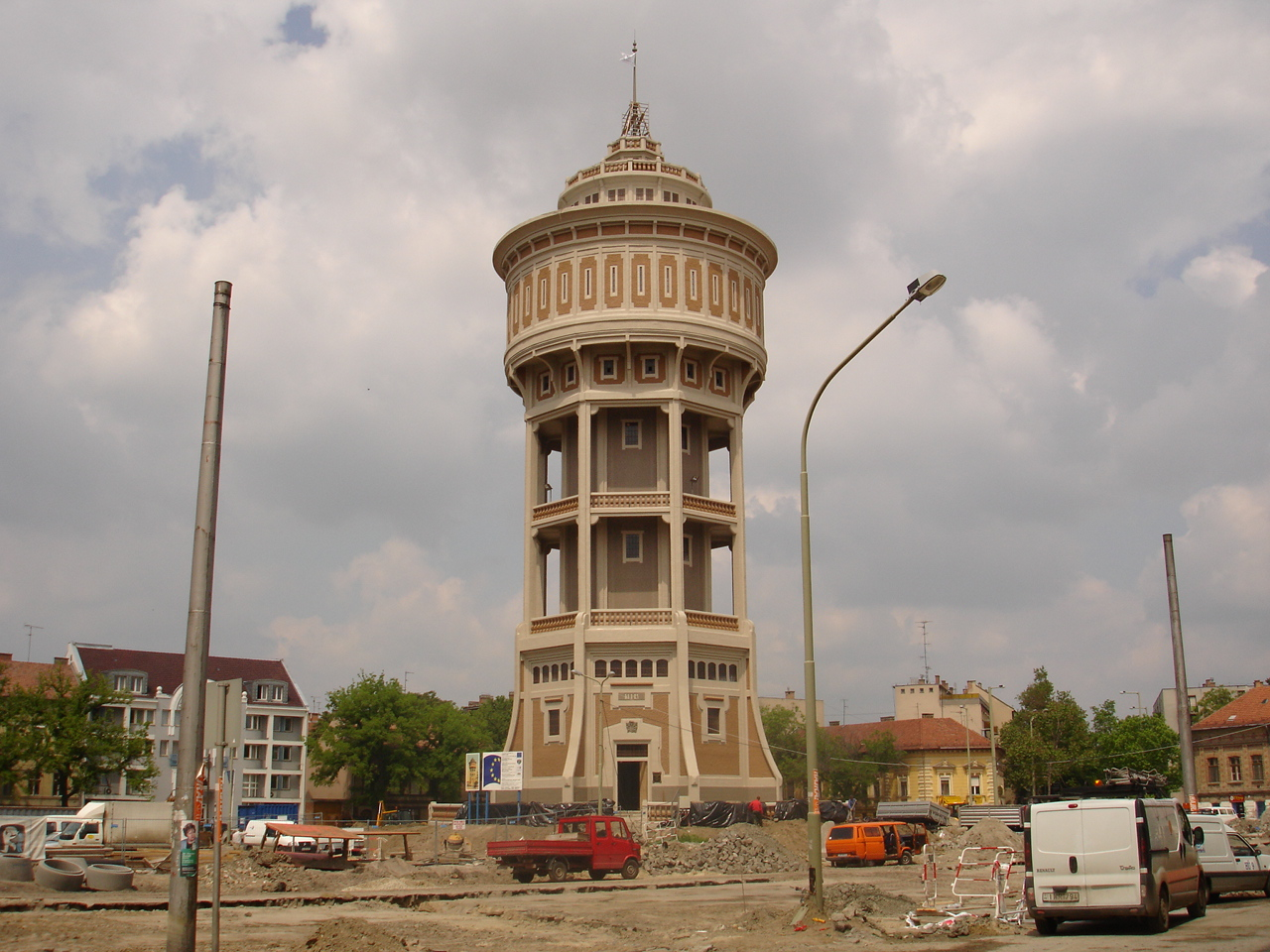
Szent István tér 2005

A víztorony az 1904 óta folyamatosan üzemel. A több mint 100 év szerencsésen, háborús károsodások nélkül telt el. Szerkezetében lényegi változás nem történt, kivéve az 1959-60-as években végzett jelentősebb homlokzati felújítást. Mégis egy – a 2003-ban egyedi műemlékké nyilvánított víztoronynál végzett szakértői vizsgálat kimutatta, hogy elkerülhetetlenné vált a víztorony rekonstrukciója, döntően a fokozódó betonkorróziós károsodás miatt az acélbetétek korróziója évekkel ezelőtt megindult. A rekonstrukciós munkák 2005-ben kezdődtek el és 2006-ban fejeződtek be. A munkálatok során a Szent István tér teljes körű rehabilitációja történt meg.

### Főbb munkafolyamatok
- Betonkorróziós felújítási munkák
- Homlokzat helyreállítása, színezés
- Medence megerősítése
- Medence szigetelése
- Közösségi funkciók kialakítása
- Mérnök Pantheon szobrai: Zielinski Szilárd (1860-1924), Magyar Ede (1877-1912), Pálfy-Budinszki Endre (1902-1968), Korb Flóris (1860-1930), Zsigmondy Béla (1848-1916), Feketeházy János (1842-1927), Tóth Mihály (1845-1925) városi főmérnök.

Az 1879-es szegedi árvíz utáni újjáépítésben Lechner Lajos mellett dolgozott. Számos ismert szegedi középület: a II. kórház, a városi tűzoltó laktanya, a Huszárlaktanya, a Vízmű-székház épületeinek tervezője. 1904-ben megrajzolja a máig fennálló körtöltés nyomvonalát. Elkészítette az újjáépített város utcahálózatának átnézeti térképét. 38 éven át szolgálta városát, ebből 34 esztendőn keresztül, mint főmérnök.

## Külső hivatkozások
- Ulrich B. J.
- Zielinski Szilárd mérnöki alkotó munkássága Archiválva 2007. szeptember 27-i dátummal a Wayback Machine-ben PDF
- Újjászületett a szegedi víztorony[halott link]
- Beton újság 2006. június 5. oldal PDF
- Szeged város vízellátása
- Víztornyok
- Giergl Kálmán építész Archiválva 2009. február 18-i dátummal a Wayback Machine-ben
- Szegedi vízellátás története